# North American Soccer League (1977)
North American Soccer League 1977 – 10. sezon NASL, ligi zawodowej znajdującej się na najwyższym szczeblu rozgrywek w Stanach Zjednoczonych i Kanadzie. Finał Soccer Bowl został rozegrany 28 sierpnia 1977 roku. Soccer Bowl zdobył drużyna New York Cosmos.

## Rozgrywki
Do rozgrywek ligi NASL w sezonie 1977 przystąpiło 18 drużyn. Sezon zasadniczy został rozszerzony do 26 meczów, a playoffy do 12 zespołów. W każdym zespole musiało być co najmniej 17 zawodników, z czego 6 powinni być obywatelami Stanów Zjednoczonych lub Kanady. Z ligi wycofały się drużyny: Boston Minutemen i Philadelphia Atoms, swoje siedziby do innych miast przeniosły i zarazem nazwy zmieniły: 
- Miami Toros na Fort Lauderdale Strikers
- San Antonio Thunder na Team Hawaii
- San Diego Jaws na Las Vegas Quicksilvers

oraz nazwy zmieniły:
- Hartford Bicentennials na Connecticut Bicentennials.

## Sezon zasadniczy
W = Wygrane, P = Porażki, GZ = Gole strzelone, GS = Gole stracone, BP = Punkty bonusowe PKT = Liczba zdobytych punktów
Punktacja:
- 6 punktów za zwycięstwo
- 0 punktów za porażkę
- 1 punkt każdy za gol zdobyty w trzech meczach

### Konferencja Atlantycka
| Eastern Division         | W  | P  | GZ | GS | BP | PKT | Dom  | Wyjazd |
| ------------------------ | -- | -- | -- | -- | -- | --- | ---- | ------ |
| Fort Lauderdale Strikers | 19 | 7  | 49 | 29 | 47 | 161 | 11-2 | 8-5    |
| New York Cosmos          | 15 | 11 | 60 | 39 | 50 | 140 | 10-3 | 5-8    |
| Tampa Bay Rowdies        | 14 | 12 | 55 | 45 | 47 | 131 | 11-2 | 3-10   |
| Washington Diplomats     | 10 | 16 | 32 | 49 | 32 | 92  | 6-7  | 4-9    |

| Northern Division         | W  | P  | GZ | GS | PKT | BP  | Dom  | Wyjazd |
| ------------------------- | -- | -- | -- | -- | --- | --- | ---- | ------ |
| Toronto Metros-Croatia    | 13 | 13 | 42 | 38 | 37  | 115 | 8-5  | 5-8    |
| St. Louis Stars           | 12 | 14 | 33 | 35 | 32  | 104 | 7-6  | 5-8    |
| Rochester Lancers         | 11 | 15 | 34 | 41 | 33  | 99  | 10-3 | 1-12   |
| Chicago Sting             | 10 | 16 | 31 | 43 | 28  | 88  | 4-9  | 6-7    |
| Connecticut Bicentennials | 7  | 19 | 34 | 65 | 30  | 72  | 4-9  | 3-10   |

### Konferencja Pacyficzna
| Southern Division      | W  | P  | GZ | GS | BP | PKT | Dom  | Wyjazd |
| ---------------------- | -- | -- | -- | -- | -- | --- | ---- | ------ |
| Dallas Tornado         | 18 | 8  | 56 | 37 | 53 | 161 | 11-2 | 7-6    |
| Los Angeles Aztecs     | 15 | 11 | 65 | 54 | 57 | 147 | 8-5  | 7-6    |
| San Jose Earthquakes   | 14 | 12 | 37 | 44 | 35 | 119 | 9-4  | 5-8    |
| Team Hawaii            | 11 | 15 | 45 | 59 | 40 | 106 | 7-6  | 4-9    |
| Las Vegas Quicksilvers | 11 | 15 | 38 | 44 | 37 | 103 | 8-5  | 3-10   |

| Western Division    | W  | P  | GZ | GS | BP | PKT | Dom  | Wyjazd |
| ------------------- | -- | -- | -- | -- | -- | --- | ---- | ------ |
| Minnesota Kicks     | 16 | 10 | 44 | 36 | 41 | 137 | 11-2 | 5-8    |
| Vancouver Whitecaps | 14 | 12 | 43 | 36 | 40 | 124 | 10-3 | 4-9    |
| Seattle Sounders    | 14 | 12 | 43 | 34 | 39 | 123 | 9-4  | 5-8    |
| Portland Timbers    | 10 | 16 | 39 | 42 | 38 | 98  | 7-6  | 3-10   |

| Awans do playoff         |
| Mistrz rundy zasadniczej |

## Drużyna gwiazd sezonu
| Pozycja | Pierwsza drużyna                           | Druga drużyna                                                    | Wyróżnienia                         |
| ------- | ------------------------------------------ | ---------------------------------------------------------------- | ----------------------------------- |
| BR      | Gordon Banks (Fort Lauderdale Strikers)    | Alan Mayer (Las Vegas Quicksilvers)                              | Tony Chursky (Seattle Sounders)     |
| OB      | Franz Beckenbauer (New York Cosmos)        | Ray Evans (St. Louis Stars)                                      | Steve Litt (Minnesota Kicks)        |
| OB      | Mike England (Seattle Sounders)            | Steve Pecher (Dallas Tornado)                                    | Jim McAlister (Seattle Sounders)    |
| OB      | Bruce Wilson (Vancouver Whitecaps)         | Humberto (Las Vegas Quicksilvers)                                | Alan Merrick (Minnesota Kicks)      |
| OB      | Mel Machin (Seattle Sounders)              | George Ley (Dallas Tornado) / Arsène Auguste (Tampa Bay Rowdies) | Graham Day (Portland Timbers)       |
| PO      | George Best (Los Angeles Aztecs)           | Charlie Cooke (Los Angeles Aztecs)                               | Tony Simões (San Jose Earthquakes)  |
| PO      | Wolfgang Sühnholz (Las Vegas Quicksilvers) | Vito Dimitrijević (New York Cosmos)                              | Ace Ntsoelengoe (Minnesota Kicks)   |
| PO      | Alan West (Minnesota Kicks)                | Rodney Marsh (Tampa Bay Rowdies)                                 | Al Trost (St. Louis Stars)          |
| NA      | Steve David (Los Angeles Aztecs)           | Mike Stojanović (Rochester Lancers)                              | Willie Morgan (Chicago Sting)       |
| NA      | Pelé (New York Cosmos)                     | Steve Wegerle (Tampa Bay Rowdies)                                | Giorgio Chinaglia (New York Cosmos) |
| NA      | Derek Smethurst (Tampa Bay Rowdies)        | Buzz Parsons (Vancouver Whitecaps)                               | Jimmy Robertson (Seattle Sounders)  |

## Playoff
|  |                |                      |                |                    |   |                |                          |                |  |  |                    |                    |                    |  |  |                  |                  |                  |
|  | Pierwsza runda | Pierwsza runda       | Pierwsza runda |                    |   | Finały Dywizji | Finały Dywizji           | Finały Dywizji |  |  | Finały Konferencji | Finały Konferencji | Finały Konferencji |  |  | Soccer Bowl 1977 | Soccer Bowl 1977 | Soccer Bowl 1977 |
|  | Pierwsza runda | Pierwsza runda       | Pierwsza runda |                    |   | Finały Dywizji | Finały Dywizji           | Finały Dywizji |  |  | Finały Konferencji | Finały Konferencji | Finały Konferencji |  |  | Soccer Bowl 1977 | Soccer Bowl 1977 | Soccer Bowl 1977 |
|  |                |                      |                |                    |   |                |                          |                |  |  |                    |                    |                    |  |  |                  |                  |                  |
|  |                |                      |                |                    |   |                |                          |                |  |  |                    |                    |                    |  |  |                  |                  |                  |
|  | E2             | New York Cosmos      | 3              |                    |   |                |                          |                |  |  |                    |                    |                    |  |  |                  |                  |                  |
|  | E2             | New York Cosmos      | 3              |                    |   |                |                          |                |  |  |                    |                    |                    |  |  |                  |                  |                  |
|  | E3             | Tampa Bay Rowdies    | 0              |                    |   |                |                          |                |  |  |                    |                    |                    |  |  |                  |                  |                  |
|  | E3             | Tampa Bay Rowdies    | 0              |                    |   | E1             | Fort Lauderdale Strikers | 0              |  |  |                    |                    |                    |  |  |                  |                  |                  |
|  |                |                      |                |                    |   | E1             | Fort Lauderdale Strikers | 0              |  |  |                    |                    |                    |  |  |                  |                  |                  |
|  |                |                      | E2             | New York Cosmos    | 2 |                |                          |                |  |  |                    |                    |                    |  |  |                  |                  |                  |
|  |                |                      |                | New York Cosmos    | 2 |                |                          |                |  |  |                    |                    |                    |  |  |                  |                  |                  |
|  |                |                      |                |                    |   |                |                          |                |  |  |                    |                    |                    |  |  |                  |                  |                  |
|  |                |                      |                |                    |   |                |                          |                |  |  |                    |                    |                    |  |  |                  |                  |                  |
|  | E2             | New York Cosmos      | 2              |                    |   |                |                          |                |  |  |                    |                    |                    |  |  |                  |                  |                  |
|  | E2             | New York Cosmos      | 2              |                    |   |                |                          |                |  |  |                    |                    |                    |  |  |                  |                  |                  |
|  |                |                      | N3             | Rochester Lancers  | 0 |                |                          |                |  |  |                    |                    |                    |  |  |                  |                  |                  |
|  | N2             | St. Louis Stars      | N3             | Rochester Lancers  | 0 | 0              |                          |                |  |  |                    |                    |                    |  |  |                  |                  |                  |
|  | N2             | St. Louis Stars      |                |                    |   |                |                          |                |  |  |                    |                    |                    |  |  |                  |                  |                  |
|  | N3             | Rochester Lancers    | 1              |                    |   |                |                          |                |  |  |                    |                    |                    |  |  |                  |                  |                  |
|  | N3             | Rochester Lancers    | 1              |                    |   | N1             | Toronto Metros-Croatia   | 0              |  |  |                    |                    |                    |  |  |                  |                  |                  |
|  |                |                      |                |                    |   | N1             | Toronto Metros-Croatia   | 0              |  |  |                    |                    |                    |  |  |                  |                  |                  |
|  |                |                      | N3             | Rochester Lancers  | 2 |                |                          |                |  |  |                    |                    |                    |  |  |                  |                  |                  |
|  |                |                      |                | Rochester Lancers  | 2 |                |                          |                |  |  |                    |                    |                    |  |  |                  |                  |                  |
|  |                |                      |                |                    |   |                |                          |                |  |  |                    |                    |                    |  |  |                  |                  |                  |
|  |                |                      |                |                    |   |                |                          |                |  |  |                    |                    |                    |  |  |                  |                  |                  |
|  | E2             | New York Cosmos      | 2              |                    |   |                |                          |                |  |  |                    |                    |                    |  |  |                  |                  |                  |
|  | E2             | New York Cosmos      | 2              |                    |   |                |                          |                |  |  |                    |                    |                    |  |  |                  |                  |                  |
|  |                |                      | W3             | Seattle Sounders   | 1 |                |                          |                |  |  |                    |                    |                    |  |  |                  |                  |                  |
|  | S2             | Los Angeles Aztecs   | W3             | Seattle Sounders   | 1 | 2              |                          |                |  |  |                    |                    |                    |  |  |                  |                  |                  |
|  | S2             | Los Angeles Aztecs   |                |                    |   |                |                          |                |  |  |                    |                    |                    |  |  |                  |                  |                  |
|  | S3             | San Jose Earthquakes | 1              |                    |   |                |                          |                |  |  |                    |                    |                    |  |  |                  |                  |                  |
|  | S3             | San Jose Earthquakes | 1              |                    |   | S1             | Dallas Tornado           | 0              |  |  |                    |                    |                    |  |  |                  |                  |                  |
|  |                |                      |                |                    |   | S1             | Dallas Tornado           | 0              |  |  |                    |                    |                    |  |  |                  |                  |                  |
|  |                |                      | S2             | Los Angeles Aztecs | 2 |                |                          |                |  |  |                    |                    |                    |  |  |                  |                  |                  |
|  |                |                      |                | Los Angeles Aztecs | 2 |                |                          |                |  |  |                    |                    |                    |  |  |                  |                  |                  |
|  |                |                      |                |                    |   |                |                          |                |  |  |                    |                    |                    |  |  |                  |                  |                  |
|  |                |                      |                |                    |   |                |                          |                |  |  |                    |                    |                    |  |  |                  |                  |                  |
|  | S2             | Los Angeles Aztecs   | 0              |                    |   |                |                          |                |  |  |                    |                    |                    |  |  |                  |                  |                  |
|  | S2             | Los Angeles Aztecs   | 0              |                    |   |                |                          |                |  |  |                    |                    |                    |  |  |                  |                  |                  |
|  |                |                      | W3             | Seattle Sounders   | 2 |                |                          |                |  |  |                    |                    |                    |  |  |                  |                  |                  |
|  | W2             | Vancouver Whitecaps  | W3             | Seattle Sounders   | 2 | 0              |                          |                |  |  |                    |                    |                    |  |  |                  |                  |                  |
|  | W2             | Vancouver Whitecaps  |                |                    |   |                |                          |                |  |  |                    |                    |                    |  |  |                  |                  |                  |
|  | W3             | Seattle Sounders     | 2              |                    |   |                |                          |                |  |  |                    |                    |                    |  |  |                  |                  |                  |
|  | W3             | Seattle Sounders     | 2              |                    |   | W1             | Minnesota Kicks          | 0              |  |  |                    |                    |                    |  |  |                  |                  |                  |
|  |                |                      |                |                    |   | W1             | Minnesota Kicks          | 0              |  |  |                    |                    |                    |  |  |                  |                  |                  |
|  |                |                      | W3             | Seattle Sounders   | 2 |                |                          |                |  |  |                    |                    |                    |  |  |                  |                  |                  |
|  |                |                      |                | Seattle Sounders   | 2 |                |                          |                |  |  |                    |                    |                    |  |  |                  |                  |                  |

### Pierwsza runda
| 10 sierpnia 1977 | San Jose Earthquakes | 1:2 (Dogrywka) | Los Angeles Aztecs | L.A. Memorial Coliseum, Los Angeles Widzów: 4 038 |
|                  |                      |                |                    |                                                   |

| 10 sierpnia 1977 | Tampa Bay Rowdies | 0:3 | New York Cosmos | Giants Stadium, East Rutherford Widzów: 57 828 |
|                  |                   |     |                 |                                                |

| 10 sierpnia 1977 | Rochester Lancers | 1:0 k. 4:2 | St. Louis Stars | Francis Field, Saint Louis Widzów: 7 137 |
|                  |                   |            |                 |                                          |

| 10 sierpnia 1977 | Seattle Sounders | 2:0 | Vancouver Whitecaps | Empire Stadium, Vancouver Widzów: 21 915 |
|                  |                  |     |                     |                                          |

### Finały Dywizji
| Drużyna 1          | Vs | Drużyna 2                | Pierwszy mecz | Rewanż       |                                             |
| ------------------ | -- | ------------------------ | ------------- | ------------ | ------------------------------------------- |
| New York Cosmos    | -  | Fort Lauderdale Strikers | 8:3           | 3:2 (k. 3:0) | 14 sierpnia – 77,691 • 17 sierpnia – 14,152 |
| Los Angeles Aztecs | -  | Dallas Tornado           | 3:1           | 5:1          | 14 sierpnia – 5,201 • 17 sierpnia – 18,489  |
| Minnesota Kicks    | -  | Seattle Sounders         | 1:2 (p.d.)    | 0:1          | 14 sierpnia – 35,889 • 17 sierpnia – 42,091 |
| Rochester Lancers  | -  | Toronto Metros-Croatia   | 1:0 (k. 3:2)  | 1:0          | 13 sierpnia – 10,556 • 16 sierpnia – 8,062  |

### Finały Konferencji
| Drużyna 1          | Vs | Drużyna 2        | Pierwszy mecz | Rewanż |                                             |
| ------------------ | -- | ---------------- | ------------- | ------ | ------------------------------------------- |
| Los Angeles Aztecs | -  | Seattle Sounders | 1:3           | 0:1    | 21 sierpnia – 9,115 • 25 sierpnia – 56,256  |
| Rochester Lancers  | -  | New York Cosmos  | 1:2           | 1:4    | 21 sierpnia – 20,005 • 24 sierpnia – 73,669 |

### Soccer Bowl 1977
| 28 sierpnia 1977 16:00 EDT | New York Cosmos · Hunt 19:05' · Chinaglia 77:19' | 2:11:1 | Seattle Sounders · 23:10' Ord | Kingdome, Portland Widzów: 35 548 Sędzia: Toros Kibritjan |
|                            |                                                  |        |                               |                                                           |

| North American Soccer League 1977 Zwycięzcy |
| ------------------------------------------- |
| New York Cosmos 2. Tytuł                    |

## Nagrody
- MVP: Franz Beckenbauer (New York Cosmos)
- Trener Roku: Ron Newman (Fort Lauderdale Strikers)
- Odkrycie Roku: Jim McAlister (Seattle Sounders)